# Ettore Tolomei
Ettore Tolomei (né le 16 août 1865 à Rovereto, dans l'actuelle province autonome de Trente, dans la région du Trentin-Haut-Adige, alors en Autriche-Hongrie et mort le 25 mai 1952 à Rome) était un journaliste et un homme politique italien qui fut sénateur du Royaume.

## Biographie
Ettore Tolomei naquit à Rovereto en 1865, alors possession autrichienne, et appartenait à une famille noble d'origine toscane. 
Dès sa jeunesse il embrassa les idéaux de l'irrédentisme italien, et pour cette raison, à dix-huit ans (quand il eut quitté le lycée) il poursuivit ses études non pas en Autriche, mais à Florence puis à Rome, où il passa une licence ès lettres en 1887. 
Après ses études, il trouva du travail comme enseignant à l'école italienne de Tunis, la « colonie manquée » (la Tunisie était habitée par des dizaines de milliers d'Italiens, mais avait été attribuée à la France, la « gifle de Tunis »). Bientôt cependant il fut rappelé en Autriche pour son service militaire et en profita pour s'inscrire au cours de géographie de l'université de Vienne. 
Libéré du service, il retourna à Rome (1890), où il fonda le magazine irrédentiste La Nazione Italiana. En 1894, il abandonna son activité en politique et en journalisme et alla enseigner dans les écoles italiennes de Thessalonique. 
En 1900, il retourna en Italie et, en 1904, il escalada le sommet du Klockerkarkopf que les spécialistes de la Società Geografica Italiana avaient indiqué par erreur comme le point le plus septentrional de la péninsule italienne (mais d'un point de vue géographique : politiquement il était entièrement inclus dans le territoire austro-hongrois). En fait, le point le plus septentrional de la ligne de partage des eaux dans les Alpes est situé près du sommet voisin : il s'agit du Zwillingsköpfl (nommée par Tolemei Testa Gemella Occidentale) (2 841 m), située à quelques centaines de mètres vers le nord-est, toujours sur la crête qui marque la frontière). Tolomei prétendit être le premier à avoir escaladé le sommet, et lui donna le nom de Vetta d'Italia (Sommet de l'Italie) encore utilisé aujourd'hui par la cartographie italienne. Le sommet, cependant, avait déjà été vaincu en 1895 par les alpinistes autrichiens Franz Hofer et Fritz Kögel.
|
Fort de son expérience internationale, il fut affecté à la direction générale des écoles italiennes à l'étranger de 1901 à 1921.
En 1906, il s'établit à Glen (nommé par lui Gleno) di Montan (sa Montagna), alors dans le Tyrol et aujourd'hui dans le Südtirol (nommé par lui Haut-Adige), où sa famille avait des propriétés. C'est là qu'il fonda la revue savante Archivio per l'Alto Adige. Parmi les premiers collaborateurs figuraient des noms illustres : Pascal Villari, Carlo Battisti, Graziadio Isaia Ascoli, Angelo De Gubernatis, Torquato Taramelli et d'autres. Giosuè Carducci lui-même fit des vœux pour sa réussite. La revue est toujours publiée, à Florence, par l'Istituto di Studi per l'Alto Adige (via Cesare Battisti, 4). Après 1969 elle n'a plus fait paraître que des essais en toponomastique et le nom de Tolomei comme fondateur a été supprimé ; depuis 1979 le titre, mal connoté historiquement, a été remplacé par un autre : Rivista di studi alpini.
De ses pages Tolomei voulait montrer « l'italianité » de la région (et aussi du Trentin, de langue italienne mais de culture tyrolienne) et donc la nécessité de reculer la frontière jusqu'au col du Brenner. Pour les irrédentistes radicaux la possession du Haut-Adige avait une importance stratégique et il fallait porter la frontière italienne jusqu'à la ligne de partage des eaux dans les Alpes. Pour cette raison Tolomei accusa de lâche renoncement ceux qu'il appelait « salurnisti » parce qu'ils limitaient les revendications au Trentin jusqu'à la Cluse de Salurn/Salorno. Sa publication, qui donnait à la zone le nom du département napoléonien dont au début du XIXe siècle faisait partie Bozen, fut vite interdite et suscita des oppositions violentes. Cela n'aboutit qu'à lui faire de la propagande, surtout chez les personnalités politiques italiennes :  à la table de travail de Sidney Sonnino s'étalaient fièrement les numéros annuels de l'Archivio.
Toujours en 1906, il commença la rédaction du Prontuario dei nomi locali dell'Alto Adige, publié ensuite par la Reale Società Geografica Italiana en 1916. Au contraire de ce qui a été souvent affirmé, la toponymie italienne du Haut Adige n'est pas l'ouvrage du fascisme, puisque sa rédaction avait eu lieu bien avant l'arrivée au pouvoir de Mussolini ; en revanche ce sera le rôle du fascisme de réaliser le programme de Tolomei, dont il est certain que jusque-là il n'avait pas été pris très au sérieux par la communauté scientifique internationale.
En 1914, Tolomei fit campagne pour l'intervention. Quand la guerre éclata, il s'engagea dans les Alpins et, pour éviter (il était encore sujet austro-hongrois) la triste fin de Cesare Battisti s'il était capturé, il accepta le conseil de changer provisoirement ses données d'état civil et de devenir Eugenio Treponti de Vérone. Pendant ces années il intensifia encore ses études sur la toponymie du Haut-Adige en se faisant aider par certains des meilleurs spécialistes, de l'époque (Carlo Battisti, Ettore De Toni et le Tyrolien du Sud Alois Lun).
En 1918 à l'issue de la Première Guerre mondiale l'Autriche s'effondra et le Haut-Adige devint italien. Tolomei s'installa à Bozen/Bolzano, où on lui confia le Commissariato alla Lingua e alla Cultura per l'Alto Adige, ce qui lui donna l'occasion de se heurter au maire autrichien (ci-devant bourgmestre), Julius Perathoner. En 1919 il fut envoyé à Paris comme membre de la délégation italienne : c'est à la suite de son activité que le Brenner fut défini comme frontière entre l'Autriche et l'Italie. 
C'est à lui qu'on doit la création de l'Archivio di Stato di Bolzano, de l'Istituto di Studi per l'Alto Adige et de la Biennale d'Arte di Bolzano.
Le 15 juillet 1923, au Théâtre Municipal de Bolzano il rendit public son programme d'assimilation et d'italianisation du territoire politique autrefois tyrolien par une rééducation politique et culturelle des habitants de la langue allemande.
En 1923 il fut nommé sénateur pour ses « mérites culturels et patriotiques ». Il fut ensuite nommé en 1937 « Comte de la Vetta » par Victor-Emmanuel III.
Pendant la Seconde Guerre mondiale il abandonna la politique et se retira dans sa propriété de Gleno, mais fut arrêté par les Allemands et déporté d'abord à Dachau et ensuite en Thuringe. La zone où il se trouvait fut occupée par les Russes qui ne voulaient pas le relâcher : un neveu et quelques amis réussissent à lui permettre de s'échapper et à le ramener en Italie. Il écrivit ses Memorie di vita, que Garzanti publia en 1948 et s'éteignit à Rome le 25 mai 1952. Il fut enterré avec des funérailles officielles dans le cimetière de Montagna, la commune dont dépend le village de Gleno.
Dans son testament il avait demandé qu'on l'enterrât le visage tourné vers le nord « pour voir comment on chasserait par le col du Brenner le dernier Tyrolien du Sud ». Sa tombe a été profanée en 1947 (?) et 1957. En 1979 des inconnus la firent sauter et son cadavre embaumé fut projeté contre le mur du cimetière. Selon les informations de la municipalité de Montan 2015 aucun droit d'entretien ni de concession n'a été payé pour sa tombe en 2015.

## Postérité
Le comte Ettore Tolomei est surtout  connu pour son programme et pour sa défense de l'italianité du Haut-Adige jusqu'au Brenner.
Au milieu de toutes ses activités (de celle de journaliste à celles d'alpiniste, de sénateur, d'écrivain, etc.) il eut même le temps d'être, de 1906 à 1952, vice-président de la Società Dante Alighieri, chargée de promouvoir la langue italienne dans le monde.
Au début du XXIe siècle, il est célébré comme un grand patriote par une partie des Italiens, en même temps qu'il est dénoncé comme le fossoyeur du Tyrol du Sud par la majorité des habitants germanophones du Haut-Adige.